# Ngulu (Atoll)
Das Atoll Ngulu (früher: Matelotas-Inseln, weitere Namen: Lamoliork, Angelul oder Thieve Islands) liegt im Südwesten des Bundesstaats Yap der Föderierten Staaten von Mikronesien; es ist das westlichste Landgebiet dieses mikronesischen Inselstaats.

## Geographie
Ngulu liegt gut 100 km südwestlich der Yap-Inseln. Das Atoll ist 39 km lang und bis zu 25 km breit, mit einer Gesamtfläche von 438 km², weist aber nur eine Landfläche von 0,4 km² (40 Hektar) auf.
Die neun flachen Koralleninseln verteilen sich auf zwei Gruppen im Süden und Norden des Atolls. Hauptinseln sind Ngulu Island und North Island. Nur Ngulu Island, die südlichste und größte Insel, ist ständig bewohnt. Die Riffsegmente des westlichen Atollrandes haben nur geringe Wassertiefen, mit ständig brechenden Wellen, während am östlichen Atollrand größere Tiefen vorherrschen, wodurch die Lagune gegen Ostwinde ungeschützt ist.
Auf dem Atoll lebten 2010 lediglich sechs Einwohner, alle auf Ngulu Island.
Entdeckt wurden die Inseln 1543 durch den spanischen Seefahrer Ruy López de Villalobos.

## Verwaltung
Das Atoll bildet eine der kleinsten Gemeinden (municipality) des Staates Yap.
Ngulu gehört zum zweiten Wahlbezirk, einem der insgesamt fünf Wahlbezirke im Staat Yap, zusammen mit Ulithi, Fais und Sorol.

## Naturschutz
Northeast Ngulu Conservation Area umfasst die Inseln (bzw. Motus) Taapuyappu, North, und Mesoran. Das Gebiet stellt auf den Schutz von Seevögeln und Kokoskrebsen ab.